# Правий Шер'єль
Правий Шер'єль (рос. Правый Шеръель) — річка в Республіці Комі, Росія, права притока річки Шер-Йоль, правої притоки річки Вуктил, правої притоки річки Печора. Протікає територією Вуктильського міського округу.
Іноді річка вважається лівою твірної річки Шер-Йоль (при цьому ліва твірна називається Лівий Шер'єль). Річка протікає на північний захід, захід та північний захід.